# Гранитоид
„Гранитоид“ е българско предприятие със седалище в София, съществувало в периода 1908 – 1947 година. Създадено от германския предприемач Едуард Наудашер, един от пионерите на въвеждането на стоманобетонните конструкции в България, и българските му съдружници Георги Атанасов, Иван Буров и Никола Иванов, в междувоенния период то се превръща в едно от най-големите промишлени предприятия в страната с дейност в циментовата и добивната промишленост и енергетиката. Част от изградените от „Гранитоид“ съоръжения продължават да се използват и в наши дни.

## История
Предприятието е създадено като командитно дружество през 1908 година под името Първо българско дружество за бетонна индустрия „Гранитоидъ“. Първоначално то работи главно в строителството и произвежда бетонови изделия и конструкции, като циментът за тях се внася от чужбина. За задоволяване на нарастващите потребности от цимент, през 1912 година е преобразувано в Българско акционерно дружество „Гранитоид“, след което започва изграждането на циментов завод край Батановци. Първоначалният капитал на „Гранитоид“ АД е 1,2 милиона златни лева.
Работите по завода са прекъснати от мобилизацията в навечерието на Балканската война, но скоро са подновени, като повечето сгради са построени от османски военнопленници. През лятото на 1913 година заводът започва работа и с първия произведен цимент е построен голям резервоар край София. Първоначално годишното производство на цимент на завода в Батановци възлиза на около 15 000 тона.
В началото на Първата световна война „Гранитоид“ участва в опити за контрабандно прехвърляне на боеприпаси от Германия към Галиполи. След влизането на България във войната заводът започва да работи интензивно и играе важна роля за изграждането на военни съоръжения на Солунския фронт. За да се увеличи неговия капацитет от Черна вода е пренесена втора циментова пещ, която след края на войната е върната на белгийските си собственици.
В началото на 20-те години е поръчана втора пещ за завода в Батановци, оборудването към която е с електрическо задвижване. По тази причина „Гранитоид“ се свързва с инженерите Виктор Самсаров и Златаров, които имат концесия за изграждане на водноелектрически централи в Рила. На 6 май 1922 година с тази цел е основано акционерното дружество „Орион“, присъединено през 1926 година към „Гранитоид“. Строителството на първата централа – ВЕЦ „Рила“ – започва през 1922 година и след прекъсвания, заради финансови затруднения, тя заработва в края на 1923 година, а няколко дни по-късно заводът в Батановци е захранен с електричество.
През 1924 година „Гранитоид“ купува строящата се въгледобивна мина край Горна Джумая и създава дъщерното акционерно дружество „Пирин“ (присъединено към „Гранитоид“ през 1930 година). През 1926 година фабрика за гипс в Калугерово.
През 1927 година заработва и трета пещ в циментовия завод, а през следващата година – ВЕЦ „Пастра“. За десетилетие производството на цимент нараства почти десет пъти, достигайки 142 хиляди тона през 1929 година. През 1930 година е пусната и четвъртата и най-голяма пещ с капацитет 300 тона дневно, а през следващата година при мина „Пирин“ е открита фабрика за брикети.
През 1930-те години циментовият завод в Батановци произвежда около 120 000 тона първокачествен цимент, като през 1939 година достига до 208 500 тона. Във фабриката работят около 800 души. Варовикът, който е основна суровина за производството на цимента, се добива в кариерата „Бяла вода“. През 1942 година произвежда 87 % от цимента в България.
През 1937 година е купена въгледобивната мина при Брежани, а през следващите години са изградени и високите язовири и електроцентрали на Водноелектрическа каскада „Рила“. През 1939 година, след привличането на германски съдружници в „Пирин“ АД все пак започва разработването на оловно-цинковите находища при Кърджали. През 1941 година „Гранитоид“ поставя началото на промишления комплекс в днешния Димитровград – купена е въгледобивна мина в Маришкия басейн, започва изграждането на циментовия завод „Вулкан“ с годишен капацитет 100 хиляди тона, изградена е топлоелектрическа централа.
През 1944 година дългогодишният ръководител на „Гранитоид“ Едуард Наудашер получава инсулт и за известно време предприятието е оглавено от неговия племенник Едуард Наудашер-младши, но през август цялото семейство заминава за Германия, заради наближаването на съветските войски. Ръководството е поето от Георги Атанасов, който умира през пролетта на 1945 година, но веднага след Деветосептемврийския преврат от 1944 година Комунистическата партия поставя свои функционери начело на предприятието. „Гранитоид“ е национализиран на 23 декември 1947 година, а малко след това все още намиращите се в страната швейцарски акционери са арестувани, след което напускат България.

## Наследство
Циментовият завод в Батановци продължава да функционира и след национализацията си, като през 1959 година е преименуван на Държавен завод „Васил Коларов“. В периода 1980 – 1984 година се извършва разширение на завода, но по същото време първите две пещи се срутват, заради лоша поддръжка. В започналата в края на 80-те години икономическа криза заводът, преименуван отново на „Гранитоид“, изпада в тежко състояние, производството му спада неколкократно и през 1996 година е във фактически фалит, като технологията му е остаряла и неефективна дори в сравнение с останалите български циментови заводи. През 1997 година, заедно с концесиите за находищата за добив на варовик и клинкер, заводът е приватизиран, като 75% от капитала му е закупен от германската фирма „ХайделбергЦимент“. Въпреки това състоянието на предприятието остава тежко и то е продадено на гръцката компания „Титан Цимент“, която окончателно спира производството през 2005 година и към 2016 година „Гранитоид“ АД се занимава основно с продажбата на остатъците от активите си.
След национализацията каскадата „Рила“ е разширена с изграждането на язовир „Карагьол“, влязъл в експлоатация през 1953 година, но водноелектрическите централи работят от времето на „Гранитоид“ до днес без съществени изменения. През 2001 година централите от каскадата са реституирани от наследници на акционери в някогашния „Гранитоид“ и днес функционират под името „БАД Гранитоид“ АД. Язовирите от каскадата остават държавна собственост като част от дъщерното предприятие на Националната електрическа компания „Язовири и каскади НЕК“.
Въгледобивната „Мина Пирин“ с брикетната фабрика към нея също работят до 90-те години на XX век, макар и с цената на значителни държавни помощи. През 2001 година предприятието изпада в несъстоятелност, през 2007 година правителството взема решение за ликвидирането му, което продължава към 2016 година.
Циментовият завод на „Гранитоид“ в днешния Димитровград – „Вулкан Цимент“ – е значително разширен през 50-те и 60-те години. Приватизиран през 1999 година, днес той е част от германската група „ХайделбергЦимент“.
Централната административна сграда на „Гранитоид“, днес на булевард „Ситняково“ №23, през 50-те години е дадена на държавното Предприятие за геоложки проучвания и геоложко картиране, днес частна компания с името НИИ „Геология и геофизика“ АД. В първите години от съществуването на „Гранитоид“ администрацията му се помещава в пристройка към дома на Едуард Наудашер на улица „Оборище“, днес Детска градина №151 „Леда Милева“.